# Виборчий округ 98
Виборчий округ 98 — виборчий округ в Київській області. В сучасному вигляді був утворений 28 квітня 2012 постановою ЦВК №82 (до цього моменту існувала інша система виборчих округів). Окружна виборча комісія цього округу розташовується в будівлі Яготинської дитячої школи мистецтв за адресою м. Яготин, вул. Незалежності, 81.
До складу округу на момент утворення входили: місто Бориспіль, а також Бориспільський, Згурівський, Переяслав-Хмельницький, Яготинський райони, частина Броварського району (Княжицька та Требухівська сільські ради). За чинним адміністративним поділом це відповідає частині Бориспільського району (9 громад повністю, 2 частково: Переяславська без м. Переяслав та Студениківська без сіл Леляки, Семенівка) та Броварського району (Згурівська та частково Броварська громади). Виборчий округ 98 межує з округами 211, 212 і 214 на північному заході, з округом 97 і округом 210 на півночі, з округом 209 і округом 210 на північному сході, з округом 151 на сході, з округом 195 на південному сході, з округом 197 на півдні, з округом 93 на південному заході та з округом 94 на заході. Виборчий округ №98 складається з виборчих дільниць під номерами 320137-320181, 320251-320252, 320273-320275, 320431-320459, 320775-320816, 321048-321085, 321193-321217, 321425 та 321431.

## Народні депутати від округу
| Ім'я                      | Фото | Партія         | Скликання | Дата набуття повноважень | Дата припинення повноважень |
| ------------------------- | ---- | -------------- | --------- | ------------------------ | --------------------------- |
| Міщенко Сергій Григорович |      | самовисуванець | 7-ме      | 12 грудня 2012           | 27 листопада 2014           |
| Міщенко Сергій Григорович |      | самовисуванець | 8-ме      | 27 листопада 2014        | 29 серпня 2019              |
| Бунін Сергій Валерійович  |      | Слуга народу   | 9-те      | 29 серпня 2019           |                             |

## Результати виборів

### Парламентські

#### 2019
Кандидати-мажоритарники:
- Бунін Сергій Валерійович (Слуга народу)
- Міщенко Сергій Григорович (самовисування)
- Мартишко Валерій Іванович (Аграрна партія України)
- Гордієнко Віталій Миколайович (Свобода)
- Годунок Ярослав Миколайович (Батьківщина)
- Борисенко Володимир Костянтинович (самовисування)
- Ксьонзенко Валерій Петрович (Опозиційна платформа — За життя)
- Шишенко Артем Олегович (Сила і честь)
- Левітас Ігор Маркович (УДАР)
- Пилипчук Владислав Володимирович (самовисування)
- Пилипчук Андрій Сергійович (Патріот)
- Глива Святослав Анатолійович (Опозиційний блок)
- Мартіян Сергій Михайлович (самовисування)
- Гром Олег Віталійович (самовисування)
- Чернявський Олександр Анатолійович (Разом сила)
- Давидюк Володимир Михайлович (Свідома нація)

#### 2014
Кандидати-мажоритарники:
- Міщенко Сергій Григорович (самовисування)
- Борисенко Володимир Костянтинович (Народний фронт)
- Савченко Віра Вікторівна (Батьківщина)
- Годунок Ярослав Миколайович (Радикальна партія)
- Калашник Роман Васильович (Правий сектор)
- Бабак Валерій Іванович (Сильна Україна)
- Лісовий Анатолій Володимирович (Ліберальна партія України)
- Жук Олег Павлович (Опозиційний блок)
- Молодий Віктор Леонідович (самовисування)
- Нечипорук Сергій Володимирович (Комуністична партія України)
- Глива Святослав Анатолійович (самовисування)
- Мартіян Сергій Михайлович (самовисування)
- Волок Валерій Григорович (самовисування)
- Манько Володимир Юрійович (самовисування)
- Ганзюк Леонід Григорович (самовисування)
- Криницький Микола Миколайович (самовисування)
- Павленко Віктор Вікторович (самовисування)
- Прошкін Віктор Миколайович (самовисування)
- Цвєтанський Антон Вадимович (самовисування)

#### 2012
Кандидати-мажоритарники:
- Міщенко Сергій Григорович (самовисування)
- Мостіпан Олександр Олексійович (самовисування)
- Поліщук Кирило Ананійович (УДАР)
- Бойко Олег Васильович (самовисування)
- Чередніченко Юрій Анатолійович (самовисування)
- Кондратенко Віктор Іванович (самовисування)
- Нечипорук Сергій Володимирович (Комуністична партія України)
- Бойко Микола Миколайович (Ліберальна партія України)
- Ковалевич Ігор Капітонович (самовисування)
- Лііс Руслан Миколайович (Зелені)
- Поліщук Юрій Миколайович (самовисування)
- Зіньковська Наталія Володимирівна (самовисування)
- Ломако Євгеній Володимирович (самовисування)
- Ганжа Олександр Іванович (Слов'янська партія)
- Ходаківський Юліан Станіславович (самовисування)

## Явка
Явка виборців на окрузі: